# Txema Indias
José María Indias Tello, conocido deportivamente como Txema Indias (San Sebastián, Guipúzcoa, España, 20 de septiembre de 1971), es un exjugador de fútbol y director deportivo español. Como jugador se desempeñaba en las posiciones de lateral derecho y delantero, desarrollando su carrera profesional en la Segunda División B de España. Actualmente se desempeña como director deportivo del Real Zaragoza.

## Trayectoria
Nacido en San Sebastián, vivía en Lasarte cuando empezó a jugar al fútbol en la Sociedad Deportiva Cultural Michelín. Por intermediación de un tío (su madre es natural de Torres), fichó por el Real Jaén C.F. en la temporada 1989-90, debutando en Segunda B con Gregorio Manzano como entrenador  en la posición de delantero. Fichado por la cantera sub-19 del Atlético de Madrid, jugó con el filial colchonero en Segunda B la campaña 1991-92. Cuando Jesús Gil y Gil desmanteló las categorías inferiores, la campaña siguiente jugó cedido en el Real Aranjuez Club de Fútbol, también en Segunda B, perdiendo la categoría, regresando posteriormente a su tierra para jugar en el Touring Kirol Elkartea, que también descendió. En la temporada 1994-95, ya reconvertido a lateral derecho, jugó en el Barakaldo Club de Fútbol, salvando la categoría con dificultades. Las dos temporadas siguientes jugó en la Sociedad Deportiva Beasáin. La temporada 1997-98 fichó por el Talavera Club de Fútbol, de nuevo a las órdenes de Gregorio Manzano. Clasificado para la fase de ascenso a Segunda División como cuarto clasificado, se enfrentó a su exequipo, el Beasáin, en el último partido, que acabó en empate, necesitando el Talavera la victoria para subir a Segunda Divsión. Jugaría dos temporadas más en la categoría de bronce, en el Real Avilés Industrial y en el Novelda C.F.. En la temporada 2001-02 consiguió el ascenso a Segunda División B con el Club Deportivo Linares, pero abandonó el equipo ese verano.  Terminó su carrera deportiva en el Motril Club de Fútbol (2005-06) y en el Club Deportivo Roquetas (2006-07) en Preferente.

### Como director deportivo
Retirado como futbolista en el Club Deportivo Roquetas, comenzó su andadura como director deportivo en dicho club. Permaneció cuatro temporadas en el cargo, entre 2007 y 2011, consiguiendo el ascenso a Segunda División B y la permanencia en la categoría, despidiéndose con un séptimo puesto. En 2011 fichó por el Club Deportivo Toledo, bajando a Tercera División en su primera campaña y recuperando la categoría, alcanzando dos fases de ascenso a Segunda División.
En el verano de 2015 ficha como director deportivo del Club Deportivo Leganés, en un puesto de nueva creación en el organigrama del club pepinero. Con la plantilla elaborada junto a su paisano Asier Garitano, sin grandes estrellas y con fichajes a coste cero, consiguieron el ascenso a Primera División por primera vez en la historia del club blanquiazul, finalizando en el segundo puesto en la Segunda División de España 2015-16. Las tres temporadas siguientes consiguió la permanencia holgada del club pese a disponer de uno de los presupuestos más bajos de la categoría, y se encargó del relevo de Asier cuando éste dejó el banquillo del Leganés en 2018. El sustituto fue Mauricio Pellegrino. En la temporada 2019-20 la plantilla no funcionó, sustituyendo Javier Aguirre al mexicano. En mayo de 2020, durante el parón de la competición por la Pandemia de enfermedad por coronavirus de 2020 en España, pese a encontrarse el equipo pepinero en descenso, fue renovado una temporada más. Finalmente, su equipo descendió a Segunda División por primera vez en la historia tras cuatro temporadas en la élita.
Entre sus fichajes más conocidos se encuentran Martin Braithwaite, Youssef En-Nesyri, Dimitrios Siovas, Gabriel Appelt Pires y Diego Rico, cuyos traspasos supusieron cantidades millonarias para el Leganés. Sus buenas relaciones con el Athletic Club permitieron que muchos jugadores rojiblancos jugaran cedidos o traspasados en el Leganés en Primera y Segunda División, como Iago Herrerín, Mikel Vesga, Unai Bustinza, Unai López y Sabin Merino. En la última temporada se exploró relación con la Real Sociedad, con la cesión de Kevin Rodrigues.
De su mano llegó el fichaje más caro en la historia del club pepinero, el delantero Youssef En-Nesyri en 2018, por el que se pagaron algo más de 5 millones de euros al Málaga Club de Fútbol. Por 5 millones se ficharon a los jugadores José Manuel Arnaiz Díaz, Martin Braithwaite y Kenneth Omeruo
Los mayores ingresos por traspasos de jugadores del C. D. Leganés fueron gracias a jugadores que él fichó: Youssef En-Nesyri por 20 millones de euros al Sevilla F. C., Martin Braithwaite por 18 millones de euros al F. C. Barcelona, Diego Rico por 15 millones de euros al AFC Bournemouth, y el traspaso de Gabriel Appelt al Benfica por 10 millones de euros.
En mayo de 2021 el club pepinero anunció la renovación de Indias como director deportivo por tres temporadas más.
Tras tres temporadas irregulares en Segunda División (un play off de ascenso a Primera el año del descenso y dos temporadas coqueteando con el descenso) consiguió que su equipo retornara a Primera División en mayo de 2024.
En marzo de 2025, después de un decepcionante mercado de invierno en Primera División, que a la postre supondría el descenso del Leganés, se comunicó que no renovaría con el club pepinero. 
El viernes 6 de junio de 2025 el Real Zaragoza, club que milita en la segunda división española, anunció la incorporación de Txema Indias como director deportivo.

## Clubes

### Como jugador
| Club                        | País   | Año       | Partidos | Goles |
| --------------------------- | ------ | --------- | -------- | ----- |
| Real Jaén C. F.             | España | 1989-1990 | 3        | 1     |
| Club Atlético de Madrid "B" | España | 1991-1992 | 25       | 2     |
| Real Aranjuez C. F.         | España | 1992-1993 | 17       | 4     |
| Touring                     | España | 1993-1994 | 31       | 2     |
| Barakaldo C. F.             | España | 1994-1995 | 35       | 3     |
| S. D. Beasáin               | España | 1995-1997 | 74       | 8     |
| Talavera C. F.              | España | 1997-1998 | 31       | 3     |
| Real Avilés Industrial      | España | 1998-1999 | 29       | 1     |
| Novelda C. F.               | España | 1999-2000 | 16       | 1     |
| C. D. Linares               | España | 2001-2002 |          |       |
| A. D. Mérida                | España | ?         |          |       |
| Motril C. F.                | España | 2005-2006 | 7        | 1     |
| C. D. Roquetas              | España | 2006-2007 | 12       | 0     |

### Como director deportivo
| Club           | País   | Año           |
| -------------- | ------ | ------------- |
| C. D. Roquetas | España | 2007-2011     |
| C. D. Toledo   | España | 2011-2015     |
| C. D. Leganés  | España | 2015-2025     |
| Real Zaragoza  | España | 2025-presente |